# Kanton Haguenau
Kanton Haguenau (fr. Canton de Haguenau) je francouzský kanton v departementu Bas-Rhin v regionu Grand Est. Tvoří ho 14 obcí. Před reformou kantonů 2014 ho tvořilo 16 obcí.

## Obce kantonu
od roku 2015:
- Batzendorf
- Berstheim
- Dauendorf
- Haguenau
- Hochstett
- Huttendorf
- Morschwiller
- Niederschaeffolsheim
- Ohlungen
- Schweighouse-sur-Moder
- Uhlwiller
- Wahlenheim
- Wintershouse
- Wittersheim

před rokem 2015:
- Batzendorf
- Berstheim
- Dauendorf
- Haguenau
- Hochstett
- Huttendorf
- Kaltenhouse
- Morschwiller
- Niederschaeffolsheim
- Ohlungen
- Schweighouse-sur-Moder
- Uhlwiller
- Wahlenheim
- Weitbruch
- Wintershouse
- Wittersheim